# Ikrény
Ikrény è un comune di 1 676 abitanti situato nella contea di Győr-Moson-Sopron, nell'Ungheria nordoccidentale.